# Dorfkirche Wietstock

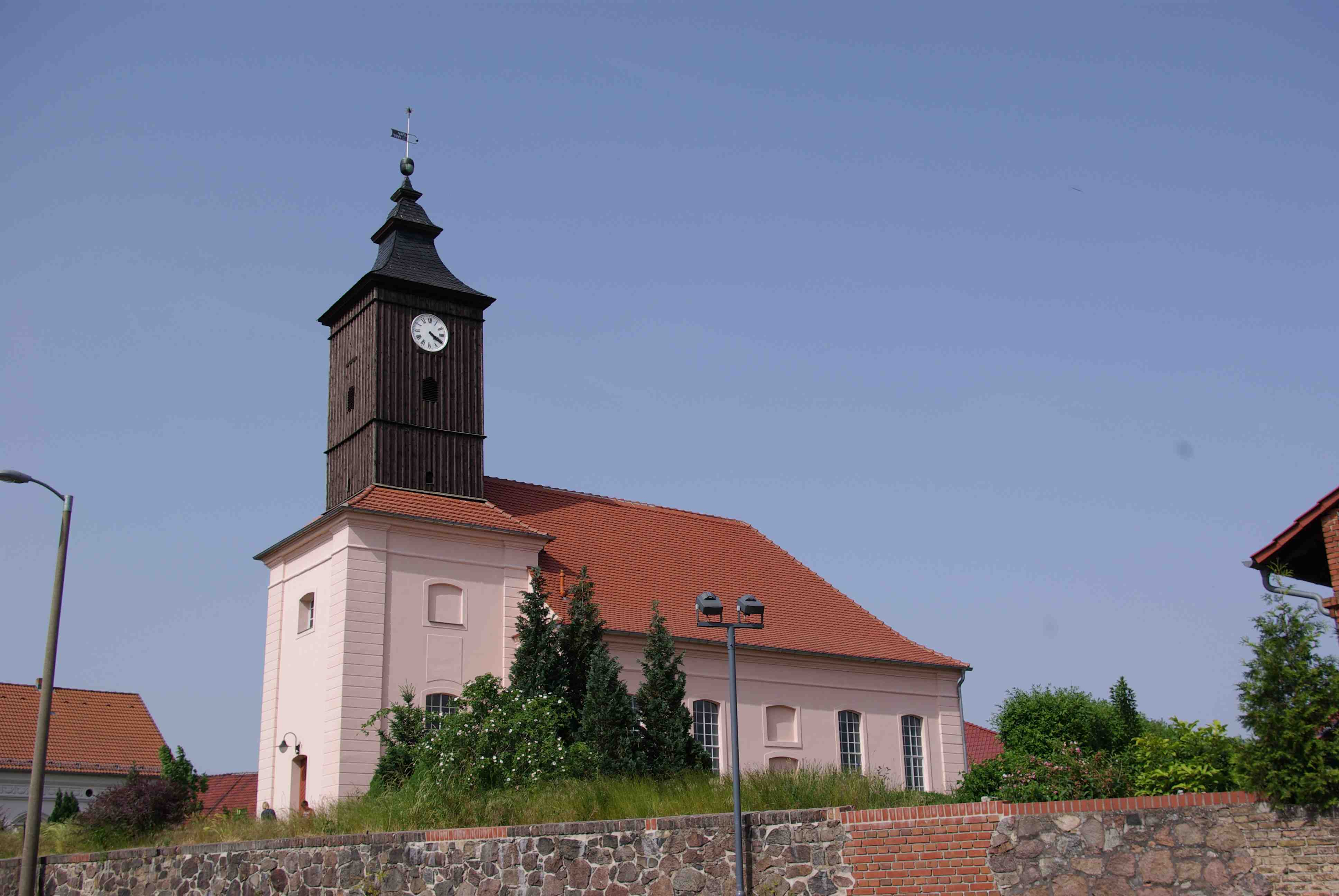
Dorfkirche Wietstock

Die evangelische Dorfkirche Wietstock ist eine barocke Saalkirche in Wietstock, einem Ortsteil in Ludwigsfelde im Landkreis Teltow-Fläming in Brandenburg.

## Geschichte
Über die Geschichte des Sakralbaus ist bislang nicht viel bekannt. Das Bauwerk wurde im Jahr 1764 von der Kirchengemeinde im Stil des Barock errichtet.

## Architektur
Die Kirche wurde aus Mauersteinen errichtet und mit einem Putz versehen, der im 21. Jahrhundert hell angestrichen ist. Die Ecken des Bauwerks werden dabei durch genutete Pilaster hervorgehoben. An der nördlichen und südlichen Seite des Kirchenschiffs befinden sich große, bienenkorbförmige Fenster, während an der Ostseite Blenden eingearbeitet wurden. Der massive, in seinem Grundriss quadratische Westturm ist ebenfalls mit genuteten Eckpilastern gegliedert und gleichartigen Fensteröffnungen versehen. Daran schließt sich ein verbrettertes Obergeschoss an, das an der Nord- und Südseite mit einer Uhr versehen ist. Hinter kleinen Klangarkaden hängt eine Glocke aus dem 14. oder 15. Jahrhundert. Die dreifach geschweifte Turmhaube schließt mit Turmkugel, Wetterfahne und Stern ab. Diese Merkmale bezeichnet die Kirchengemeinde in einem Kirchenführer als „in der Region einzigartig“. Das Dach des Kirchenschiffs ist mit rotem Biberschwanz, der Turm mit schwarzem Schiefer gedeckt. An der nördlichen Außenwand steht ein Epitaph aus Sandstein für die fünf Kinder des Pfarrers Johann Christian Rackewitz, der um 1750 starb.

## Ausstattung
Der Kanzelaltar mit einem geschweiften Korb ist aus Holz gearbeitet und vergleichsweise schlicht. Sein Entstehungsdatum konnte von Experten auf die Mitte des 18. Jahrhunderts datiert werden. Er schließt mit einem Schalldeckel und einer darauf befindlichen Strahlensonne ab. Die Fünte stammt aus dem Jahr 1709 und besteht aus einer achteckigen Kuppa, die mit Akanthus verziert ist. Eine Hufeisenempore fußt auf toskanischen Säulen und stammt aus der Bauzeit der Kirche. Das Kirchenschiff ist im Innern flach gedeckt und mit einer Voute verziert.